# 廖西元
廖西元（1964年12月—），男，汉族，中华人民共和国政治人物，现任中央纪委国家监委驻生态环境部纪检监察组组长，生态环境部党组成员。中国共产党第二十届中央纪律检查委员会委员。